# 孟連タイ族ラフ族ワ族自治県
孟連タイ族ラフ族ワ族自治県（もうれんタイぞくラフぞくワぞくじちけん）は中華人民共和国雲南省普洱市に位置する自治県。

## 行政区画
- 鎮:娜允鎮、勐馬鎮、芒信鎮、富岩鎮
- 郷:景信郷、公信郷